# Kaloula borealis
Espèce
Synonymes
- Cacopoides borealis Barbour, 1908
- Callula tornieri Vogt, 1913
- Kaloula wolterstorffi Stejneger, 1925
- Kaloula manchuriensis Boring & Liu, 1932

Statut de conservation UICN

 LC  : Préoccupation mineure
Kaloula borealis est une espèce d'amphibiens de la famille des Microhylidae.

## Répartition
Cette espèce se rencontre en République populaire de Chine et dans la péninsule Coréenne, y compris l'île de Jeju-do. Elle est présente entre 10 et 900 m d'altitude,.

## Description

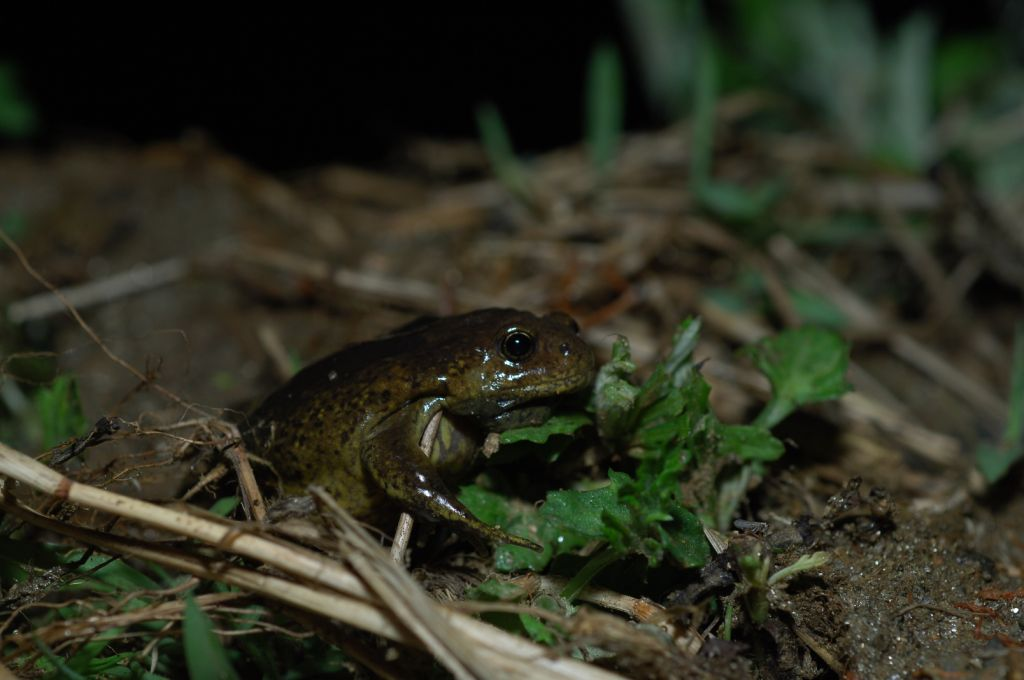

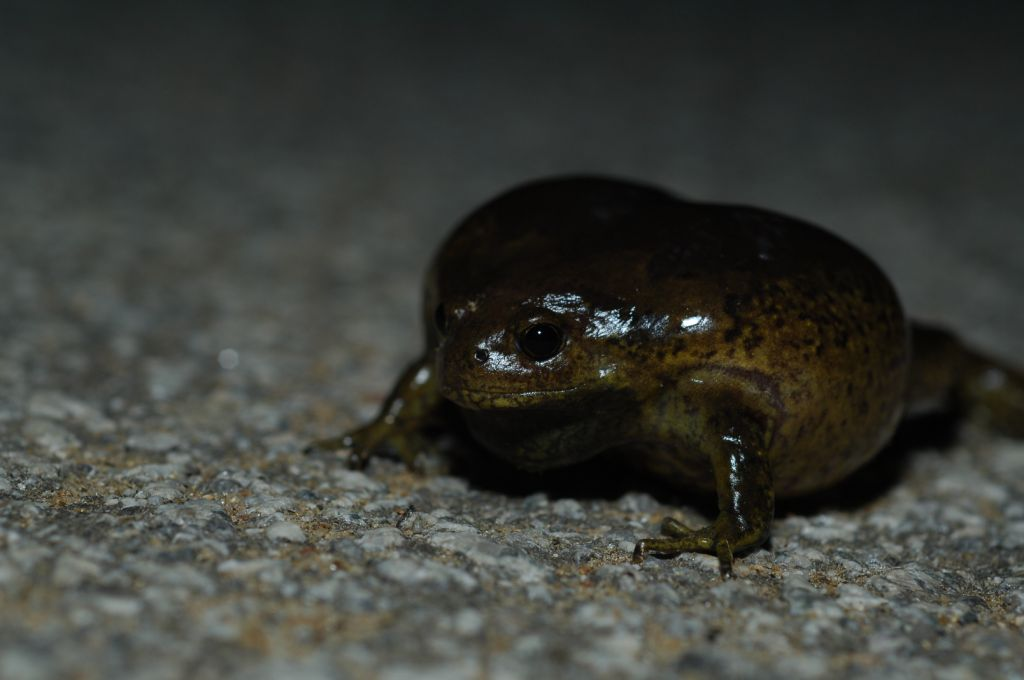

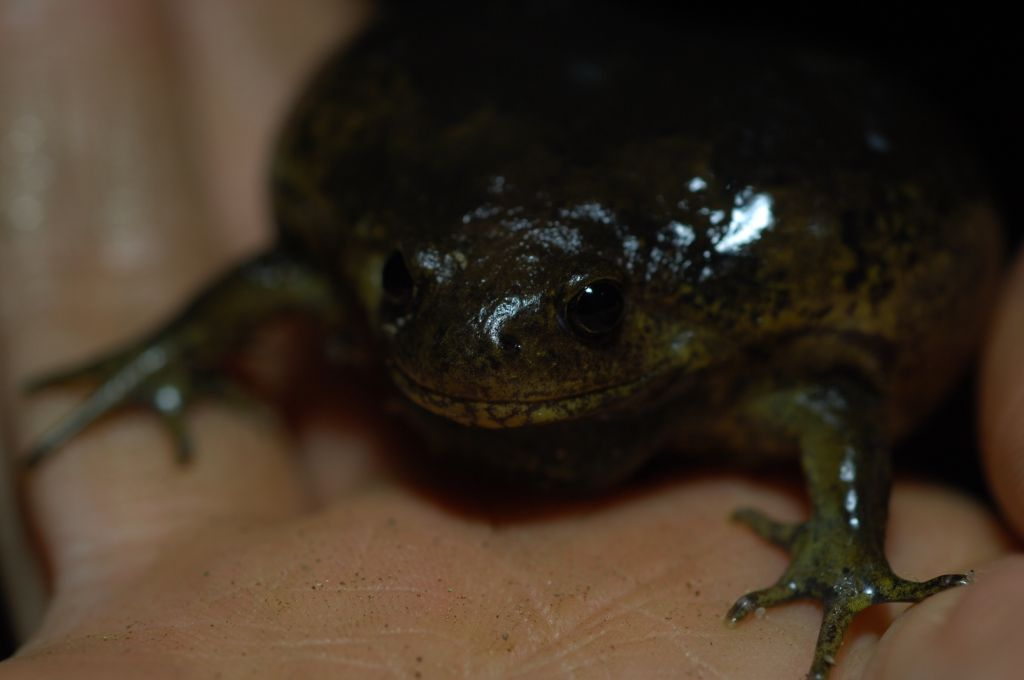

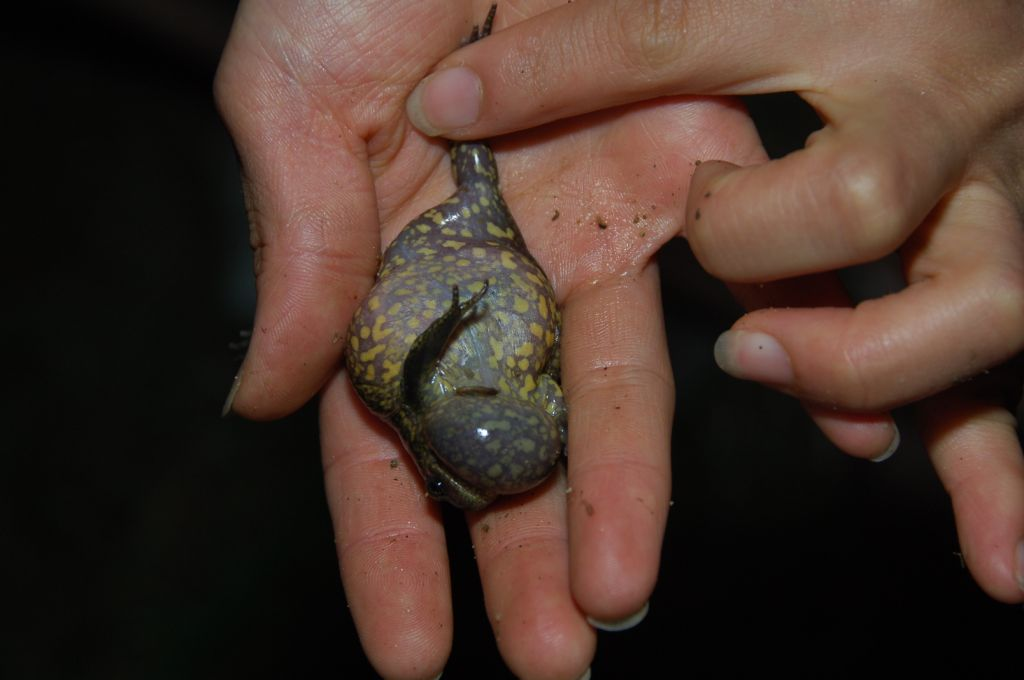

Kaloula borealis a le dos brun olive foncé. Son ventre est sombre marbré de brun.

## Étymologie
Son nom d'espèce, du latin borealis, « du Nord », fait référence à son aire de répartition nordique.

## Publications originales
- Barbour, 1908 : Some New Reptiles and Amphibians. Bulletin of the Museum of Comparative Zoology at Harvard College, vol. 51, p. 315-325 (texte intégral).
- Boring & Liu, 1932 : A new species of Kaloula with a discussion of the genus in China. Peking Natural History Bulletin, vol. 6, p. 19-23.
- Stejneger, 1925 : Description of a new scincid lizard and a new burrowing frog from China. Journal of the Washington Academy of Sciences, vol. 15, p. 150-152 (texte intégral).
- Vogt, 1913 : Zur Reptilien und Amphibienfauna Koreas und Japans. Sitzungsberichte der Gesellschaft Naturforschender Freunde zu Berlin, vol. 1913, p. 219-222 (texte intégral).